# Ameridion musawas
Ameridion musawas är en spindelart som först beskrevs av Claude Lévi 1959.  Ameridion musawas ingår i släktet Ameridion och familjen klotspindlar.
Artens utbredningsområde är Nicaragua. Inga underarter finns listade i Catalogue of Life.